# Ewout Pierreux
Ewout Pierreux (* 8. März 1978 in Halle) ist ein belgischer Jazzmusiker (Piano).

## Leben und Wirken
Pierreux stammt aus einer Künstlerfamilie; der Vater war Saxophonist, die Mutter Malerin. Schon früh begann er, Saxophon und Klavier zu spielen. Er erhielt eine klassische Ausbildung an den Musikschulen von Halle und Gooik, wo er 1996 seinen Abschluss machte. In dieser Zeit wählte er das Klavier als Hauptinstrument und studierte bis zum Abschluss 2001 an der Jazzabteilung des Lemmens-Instituts in Löwen bei Ron van Rossum fort. Auch besuchte er Meisterkurse bei Bill Carrothers, Bruce Barth, Bobo Stenson, Brad Mehldau und Kenny Werner.
Pierreux leitete ein eigenes Trio ep3 mit dem Bassisten Yannick Peeters und dem Schlagzeuger Steven Cassiers. Er war Mitglied im Quartett Jazzisfaction (Open Questions, 2006) und gehört zur Band seiner Frau, der Sängerin Tutu Puoane, mit der er Alben wie Breath, Ilanga und Tutu Puoane Sings Joni Mitchell einspielte. Mit Marcus Wyatt veröffentlichte er 2018 das Album Small World. Gemeinsam mit dem Posaunisten Dree Peremans und Jesse van Ruller gehört er zum mittelformatigen Rebirth::Collective, mit dem mehrere Alben entstanden. Zudem ist er Pianist des Tuesday Night Orchestra, Ersatzpianist und Arrangeur im Brussels Jazz Orchestra und wirkte im Rockprojekt Upperlip Orchestra sowie in der Unit 7 um Tom Van Dyck. Weiterhin spielte er mit Musikern wie Bert Joris, Toots Thielemans, Kurt Van Herck, Philippe Aerts, Dré Pallemaerts, Frank Vaganée, Bart Defoort, Jack van Poll, Piet Verbist und Martijn Vink.
Außerdem unterrichtet er an der Kunsthumaniora in Antwerpen und der Musikakademie von Sint-Agatha-Berchem (Brüssel).